# Яшкова
Яшкова (пол. Jaszkowa) — колишнє лемківське село, а тепер присілок села Брунари Устя-Горлицької ґміни Горлицького повіту Малопольського воєводства у Польщі. 

## Розташування
Східна частина села Брунари; 10 км на захід від адміністративного центру ґміни Устя-Горлицьке, 14 км на південний захід від повітового міста Горлиці та за 98 км на південний схід від воєводського міста Кракова.
Історично належить до Лемківщини. 

## Історія села
1882 року в селі проживало 288 українців-греко-католиків, село належало до Грибівського повіту, Королівство Галичини та Володимирії Австро-угорської монархії. Греко-католики належали до парафії Брунари Вижні Мушинського деканату (з 1920 р. — Грибівського) Перемиської єпархії (з 1934 р. — до Апостольської адміністрації Лемківщини). Метричні книги велися з 1776 року. Після 1928 р. в селі залишилося тільки 50 греко-католиків через перехід 280 жителів до Польської православної церкви. До 1932 р. село належало до Грибівського повіту, опісля — до Горлицького.
У селі до 1947 року було чисто лемківське населення, зокрема на 1 січня 1939 року з 340 жителів усі 340 — українці.
У 1947 р. в ході операції «Вісла» українців було ув’язнено в концтаборі «Явожно» або депортовано на понімецькі землі, на їх місце завезено поляків.